# Царевец (Врачанская область)
Царевец (болг. Царевец) — село в Болгарии. Находится в Врачанской области, входит в общину Мездра. Население составляет 372 человека.

## Политическая ситуация
В местном кметстве Царевец, в состав которого входит Царевец, должность кмета (старосты) исполняет Милчо Христов Динков (Национальное движение «Симеон Второй» (НДСВ) по результатам выборов правления кметства.
Кмет (мэр) общины Мездра — Иван Аспарухов Цанов (независимый) по результатам выборов в правление общины.